# Камікадзе

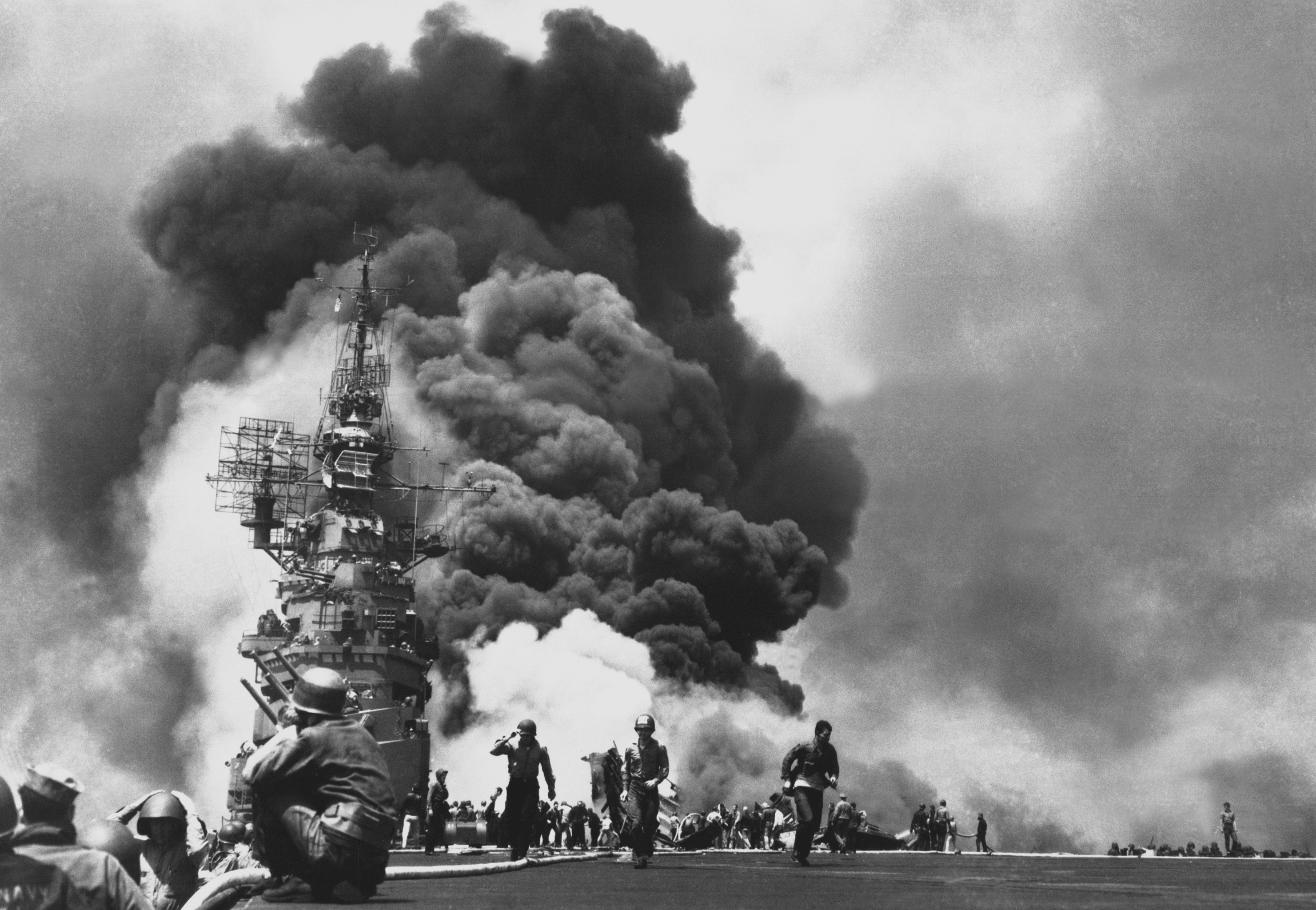
Палаючий американський авіаносець «Банкер Гілл», підбитий двома літаками японських камікадзе 11 травня 1945.
Загинуло 346 моряків, 43 пропали безвісти, 264 отримали поранення.

Камікадзе (яп. 神風 — камікадзе, «божественний вітер») — назва японських пілотів-смертників, які з'явилися на заключному етапі Другої світової війни. Походить від божественного вітру камікадзе, який врятував Японію від монгольської навали у 13 столітті. За аналогією з рятівним вітром, пілоти-камікадзе 20 століття були покликані врятувати свою країну від поразки у війні, а у найкращому разі — вибороти для неї перемогу.
Камікадзе були частиною груп добровольців-смертників тейсінтай (挺身隊), які набиралися із різних родів військ, не лише авіації. Японці назвали цих солдатів токко'тай (特攻隊, "особливий штурмовий загін), що є скороченням від токубецу коґекітай (特別攻撃隊). Власне пілотів-камікадзе іменували сінпу токкотай (神風特攻隊, «особливий штурмовий загін божественного вітру», тобто «особливий штурмовий загін камікадзе»).
Американці та британці, почали називати будь-які самогубні штурми японських солдат і їх самих словом «камікадзе». Згодом це поняття поширилося на німецькі загони зельбстопфер (нім. Selbstopfermänner — «люди, готові до самопожертви»). Сьогодні словом «камікадзе» часто називають терористів-смертників і дрони-камікадзе.

## Початок формування загонів

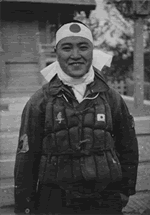
Пілот-камікадзе Оґава Кійосі, який атакував американський авіаносець «Банкер Гілл» (див. фото вище).

Після поразки в битві за Мідвей 4 червня 1942 року Японія почала втрачати ініціативу у війні на Тихому океані. Протягом 1943—1944 років союзні війська, підкріплені індустріальною міццю США, крок за кроком просувалися у напрямку до Японських островів. До того часу японські літаки, особливо винищувачі, серйозно поступалися в якісному відношенні новим американським моделям, таким як P51 «Мустанг». Через великі людські втрати відчувалася нестача досвідчених пілотів. Крім того, брак запасних частин і палива перетворював для Японії проведення будь-якої великої авіаційної операції на проблему.
15 липня 1944 року військами США була захоплена база японської армії на острові Сайпан. Завдяки цьому далека бомбардувальна авіація американців змогла завдавати ударів безпосередньо по території Японії. Після падіння Сайпана японське командування вважало, що наступною метою американців буде захоплення Філіппін, через їх стратегічно важливе розташування між Японією й захопленими нею джерелами нафти у Південно-Східній Азії.
Пророцтво збулося 17 жовтня 1944 року, коли американці атакували острів Сулуан, почавши найбільшу в історії сучасності морську битву в затоці Лейте. Першому повітряному флоту військово-морських сил Японії, що базувався в Манілі, було наказано здійснювати підтримку японським кораблям, які будуть намагатися знищити сили союзників у затоці. Перший повітряний флот до цього моменту мав у розпорядженні лише 40 літаків: 34 палубних Mitsubishi A6M «Зеро», 3 торпедоносця «Nakajima B6N», 2 бомбардувальника «Yokosuka P1Y», один «Mitsubishi G4M» і один легкий розвідувальний літак. Завдання, що стояло перед японською авіацією, було практично нездійсненним. Командувач першим повітряним флотом віце-адмірал Онісі Такідзіро вирішив сформувати спеціальний ударний загін льотчиків-камікадзе. На брифінгу 19 жовтня Онісі заявив:
«Я не думаю, що є ще якийсь спосіб виконати постале перед нами завдання, крім як обрушити озброєний 250-кілограмовою бомбою „Зеро“ на американський авіаносець».

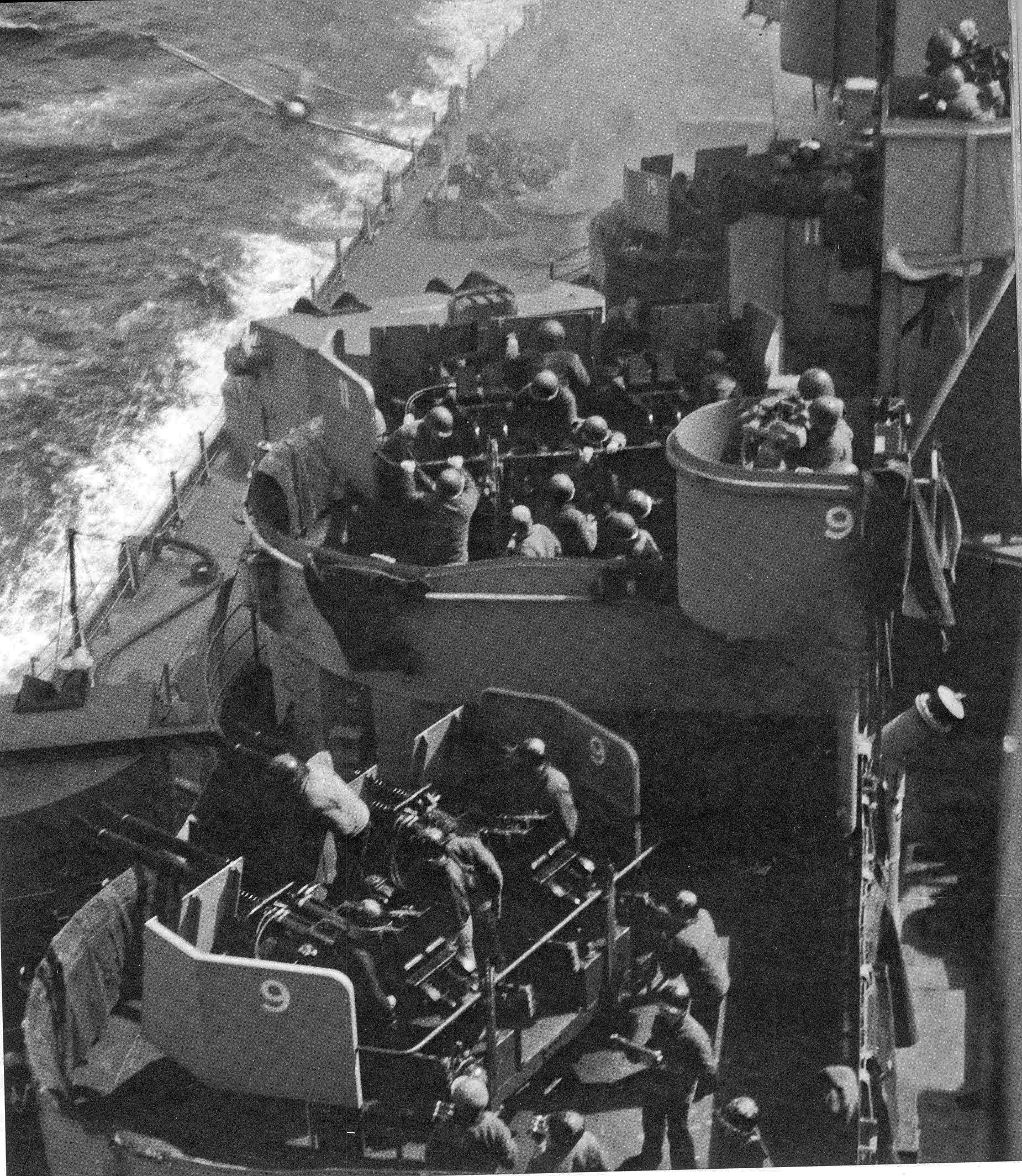
Літак камікадзе «Міцубісі Зеро» (згори зліва) ось-ось протаранить американський корабель «Міссурі».

Онісі став відомий як «батько камікадзе».

## Першікамікадзе
Перші загони пілотів-камікадзе були сформовані 20 жовтня 1944 року на основі підрозділів морської авіації, у якій всі як один були готові пожертвувати власним життям заради своєї Батьківщини. Перша атака камікадзе була проведена 21 жовтня 1944 року проти флагману австралійського флоту, важкого крейсера «Австралія». Озброєний 200-кілограмовою бомбою літак, пілот якого так і залишився невідомий, торпедував палубні надбудови «Австралії», розкидавши уламки й паливо по всьому кораблю. Однак крейсеру поталанило й бомба не вибухнула. Щонайменше, 30 чоловік загинуло, включаючи капітана корабля. 25 жовтня «Австралія» одержала ще одне влучення, після чого корабель довелося відправити на ремонт (крейсер повернувся до строю у січні 1945, а загалом до кінця війни «Австралія» пережила 6 влучень літаків камікадзе).

## Оборона Філіппін

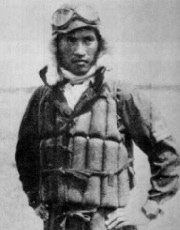
Лейтенант Секі Юкіо у рятувальному жилеті.

У той же день 25 жовтня 1944 року загін камікадзе, очолюваний Секі Юкіо, атакував американське авіаносне з'єднання на сході затоки Лейте. Перший літак «Зеро» ударився в корму авіаносця «Сенті», поклавши вибухом 16 солдат противника і спричинивши пожежу. За декілька хвилин авіаносець «Суоні» був також виведений з ладу. Пожежі, що їх викликали влучення камікадзе на палубі ескортного авіаносця «Сент-Ло», незабаром спричинили детонацію арсеналу, у результаті якої корабель розірвало на частини. Загинуло 114 членів ворожого екіпажу. Усього в результаті цієї атаки японці потопили один і вивели з ладу шість авіаносців, втративши 17 літаків.
Початковий успіх призвів до негайного розширення програми. Впродовж наступних декількох місяців більше 2000 літаків здійснило самогубні атаки. Також були розроблені нові типи озброєнь, включаючи пілотовані крилаті бомби «Yokosuka MXY7 Ohka», пілотовані торпеди «Кайтен» і маленькі човни «Шіньйо», начинені вибухівкою.
Пілотовані літаки-снаряди «Йокосука MXY7 Ока» були маленькими дерев'яними планерами, з кабіною для пілота-камікадзе й великим запасом вибухівки. Вони були досить важкі та не відрізнялися маневреністю. Більшість з цих літаків-снарядів знищувалися зенітним вогнем ще в повітрі. А ті, що долітали, могли при вдалому влученні пробити лише дерев'яні палуби. Кораблі зі сталевою палубою залишалися невразливими. «Ока» викликали сотні безрезультатних смертей камікадзе, за що ці літаки-снаряди прозвали «Бака» (дурень). За іншою версією, назва «Бака» була введена американською пропагандою. Принаймні, в американських посібниках ці літаки іменувалися лише як «Бака».

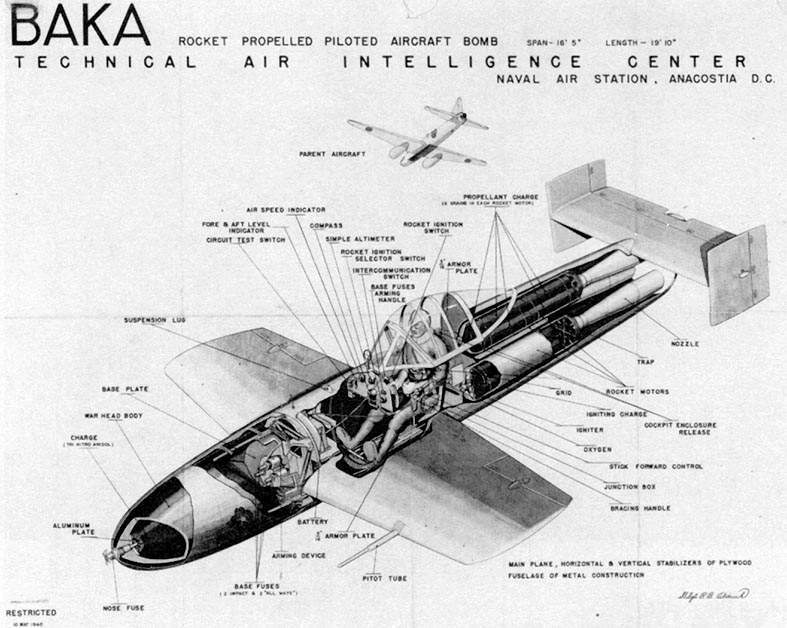
Конструкція літака камікадзе «Йокосука MXY7 Ока» з американського посібника.

29 жовтня літаками камікадзе були ушкоджені авіаносці «Франклін» (на борту корабля було знищено 33 літаки, 56 ворожих моряків загинуло) і «Белло Вуд» (92 убитих, 44 поранених). 1 листопада був потоплений есмінець «Абнер Рід», та ще 2 есмінця були виведені з ладу. 5 листопада був ушкоджений авіаносець «Лексінгтон» (41 солдат убитий, 126 поранені). 25 листопада японці пошкодили ще 4 авіаносці. 26 листопада камікадзе завдали удару по транспортах і кораблях прикриття в затоці Лейте. Був потоплений есмінець «Купер», ушкоджені лінкори «Колорадо», «Меріленд», легкий крейсер «Сент-Луїс» і ще 4 есмінці. У грудні потоплені есмінці «Махен», «Уорд», «Лемсон» і 6 транспортів, кілька десятків кораблів пошкоджені.
3 січня 1945 року влучення камікадзе у авіаносець «Оммані-Бей» спричинило пожежу, у результаті якої детонували боєзапаси корабля і він вибухнув. Загинуло 95 моряків противника. 6 січня було пошкоджено лінкори «Нью-Мексико» і «Каліфорнія», який було відновлено після атаки на Перл-Гарбор.
Загалом, у результаті дій камікадзе в битві за Філіппіни американці втратили 2 авіаносці, 6 есмінців і 11 транспортів, пошкодження дістали 22 авіаносця, 5 лінкорів, 10 крейсерів і 23 есмінця.
Наступне масоване застосування камікадзе розгорнулося під час битви за Тайвань. 21 січня в результаті пожеж, які спричинили влучення камікадзе, згорів і затонув авіаносець «Бісмарк Сі» (318 моряків загинуло). Також було пошкоджено авіаносець «Тікондерога», втрати якого склали 140 чоловік.
Особливо вразливими перед камікадзе виявлялися американські ударні авіаносці, які, на відміну від британських аналогів, не мали бронювання польотної палуби, а також ескортні авіаносці класу «Касабланка».

## Бої за Окінаву

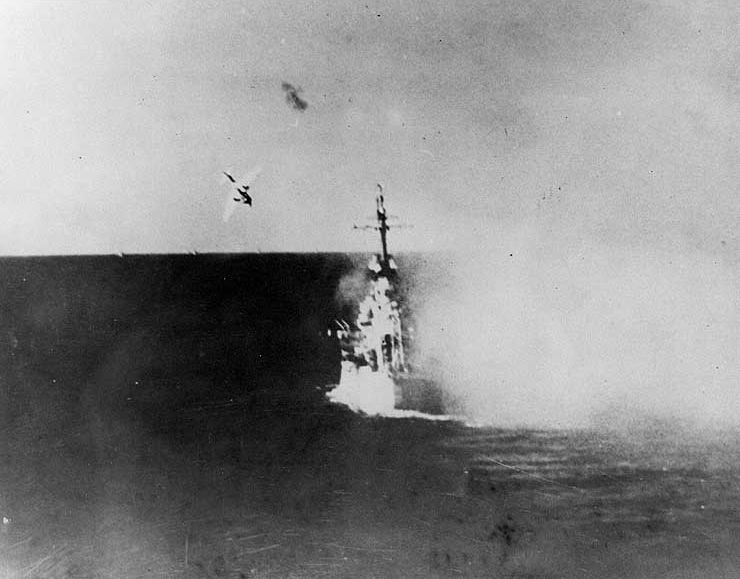
Лінкор «Колумбія» атакований камікадзе у затоці Лінгаен
(6 січня 1945).

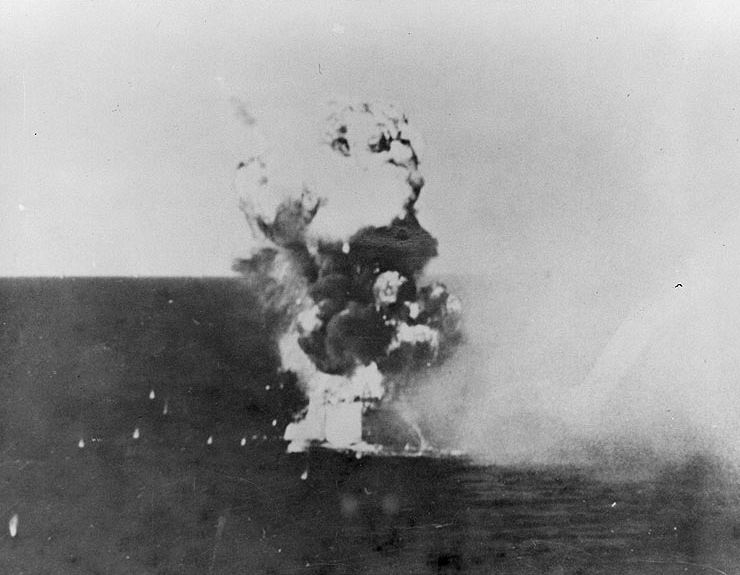
Вибух після влучення літака-камікадзе у «Колумбію»
(6 січня 1945).

Максимальної інтенсивності атаки камікадзе досягли під час битви за Окінаву — усього в атаках брало участь 1465 літаків.
3 квітня 1945 року був виведений з ладу авіаносець «Уейк-Айленд». 6 квітня разом з усім екіпажем (94 чоловік) було знищено есмінець «Буш», у який врізалося 4 літаки. Також був потоплений есмінець «Калхаун». 7 квітня було пошкоджено авіаносець «Генкок», 20 літаків згоріли. Загинуло 72 і отримали поранення 82 моряки.
До 16 квітня був потоплений ще один есмінець, виведено з ладу 3 авіаносці, лінкор і 9 есмінців. 4 травня повністю згорів авіаносець «Сенгамон» з 21 літаком на борту. 11 травня влучення двох камікадзе викликало пожежу на авіаносці «Банкер-Гілл», під час якої було знищено 80 літаків, загинув 391 солдат противника й 264 було поранено.
Під кінець битви за Окінаву американський флот втратив 26 кораблів, 225 були пошкоджені, з них 27 авіаносці. Проте, розпочаті американцями заходи щодо захисту від камікадзе дали результат — 90 % японських літаків збивали у повітрі.
Незабаром, у зв'язку зі зменшенням у японців кількості літаків, був розроблений особливий тип літального апарата, спеціально для дій камікадзе. «Накадзіма Ki-115 Цуруґі» являв собою простий у конструкції літак з полотняною обшивкою на дерев'яному каркасі, у якому могли бути використані застарілі двигуни 1920-х і 1930-х років. Шасі не закривалися, а скидалися відразу після зльоту, що дозволяло використовувати їх повторно. Було зроблено кілька сотень цих літаків, кожний з яких міг нести 800-кілограмову бомбу, але жоден з них так і не встигли використати.

## Підсумки

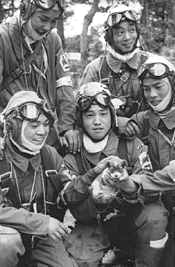
17-22 річні камікадзе перед участю в битві за Окінаву. Наймолодший з них — 16-річний юнак, який тримає цуценя.

До кінця Другої світової війни японською морською авіацією було підготовлено 2525 пілотів-камікадзе, ще 1387 надала армія. Згідно з японськими джерелами, у результаті атак камікадзе було потоплено 81 корабель і 195 пошкоджені. За американським даними, втрати склали всього 34 потоплених і 288 пошкоджених кораблів. Велике значення мав психологічний ефект на американських моряків.
Японська авіація ніколи не мала проблем з нестачею льотчиків-камікадзе, навпаки, добровольців було втричі більше, ніж літаків. Основна маса камікадзе були двадцятилітніми студентами університетів. Головними причинами вступу до загонів смертників були безкорислива любов до Батьківщини і сім'ї, заради слави яких молоді хлопці були готові жертвувати життям. Для підняття бойового духу використовувався самурайський кодекс «Бусідо».
Величезну роль у явищі камікадзе грало також особливе ставлення японців до смерті, часом недоступне розумінню більшості тогочасних західних європейців, які були їхніми ворогами. Померти із честю за свою державу і за Імператора було вищою метою для багатьох жителів країни «Вранішнього Сонця». Камікадзе звеличували як героїв, їх поминали у святилищах як богів-камі, їхні рідні відразу ж ставали найшанованішими людьми у своєму місті чи селищі.
Перед вильотом пілоту-камікадзе присвоювався ранг офіцера. З ним прощалися у старовинний самурайський спосіб з розпиттям чарки саке і зав'язуванням білосніжної пов'язки хатімакі на чолі. За переказами, молоді льотчики, вилітаючи на завдання, пролітали над горою Каймон на південному заході Японії. Пілоти кидали останній погляд на свою Батьківщину і прощалися з нею, перед тим як зникнути, немов цвіт сакури навесні.

## Випадки в Україні
27 березня 1972 року в місті Ворошиловград в результаті угону та навмисного зіткнення літака Ан-2 компанії Аерофлот з чотириповерховим житловим будинком загинув командир екіпажу 99-го (Ворошиловградського) льотного загону Тимофій Шовкунов.